# Hestra (Småland)
Hestra is een plaats in de gemeente Gislaved in het landschap Småland en de provincie Jönköpings län in Zweden. De plaats heeft 1326 inwoners (2005) en een oppervlakte van 168 hectare.

## Verkeer en vervoer
Bij de plaats lopen de Riksväg 26 en Länsväg 151.
De plaats heeft een station aan de spoorlijn Göteborg - Kalmar / Karlskrona.

## Geboren
- Mattias Bjärsmyr (1986), voetballer, ondernemer, pokerspeler